# Terça maior

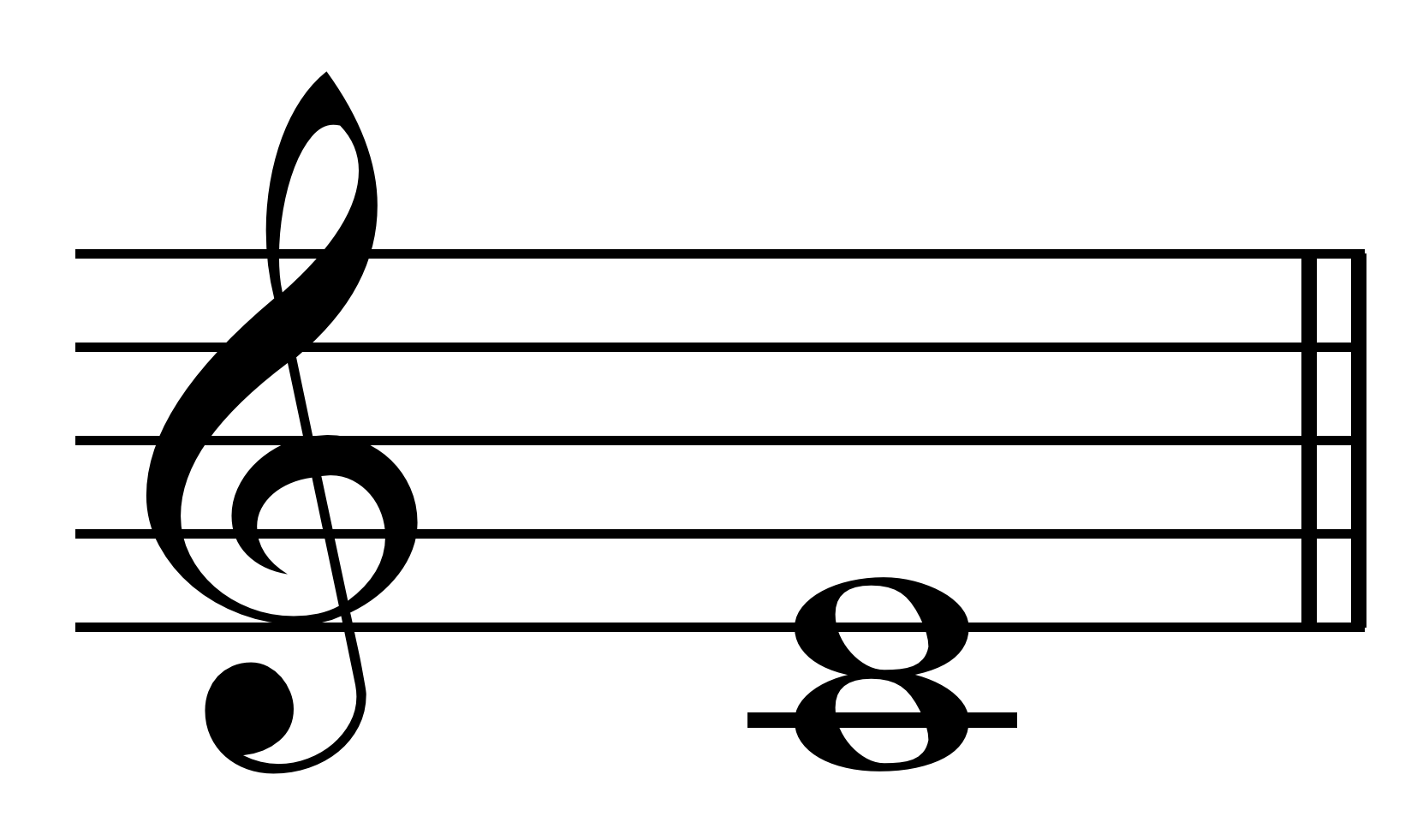
- Major third on C = E. Just: 5:4 = 386.31 cents. Equal-tempered: 224/12:1:1 = 400 cents.

Terça maior é o intervalo existente entre duas notas distantes, entre si, de quatro semitons, ou seja, dois tons. A terça maior de dó, por exemplo, é mi, e a terça maior de ré é Fa#.
É o terceiro grau da escala maior ou escala diatônica. Exemplo: na escala de sol maior temos sol (tônica), lá (segunda maior), si (terça maior), dó (quarta justa), ré (quinta justa), mi (sexta maior) e fá sustenido (sétima maior).
Então, o si é a terça maior de sol. Se você voltar a terça em um semitom, ou seja, sol - si bemol, você tem o intervalo de terça menor, e assim se dá com qualquer nota. Por exemplo, em dó maior, a terça maior é o mi, e a terça menor é o mi bemol, e assim sucessivamente, em qualquer escala.
| Tônica       | 2ª menor   | 2ª MAIOR    | 3ª menor    | 3ª MAIOR    | 4ª JUSTA    | 5ª menor    | 5ª JUSTA | 6ª menor | 6ª MAIOR | 7ª menor | 7ª MAIOR     |
| ------------ | ---------- | ----------- | ----------- | ----------- | ----------- | ----------- | -------- | -------- | -------- | -------- | ------------ |
| SOL          | SOL SUS.   | LÁ          | LÁ SUS.     | Si          | DÓ          | DÓ SUS.     | RÉ       | RÉ SUS.  | MI       | FÁ       | FÁ SUSTENIDO |
| G            | G#         | A           | A#          | B           | C           | C#          | D        | D#       | E        | F        | F #          |
| Distância -> | 1 semi-tom | 2 semi-tons | 3 semi-tons | 4 semi-tons | 5 semi-tons | 6 semi-tons | 7 semi   | 8 semi   | 9 semi   | 10 semi  | 11 semi      |